# Euthystachys abbreviata
Euthystachys es un género monotípico de plantas  perteneciente a la familia Stilbaceae. Su única especie:  Euthystachys abbreviata, es originaria de Sudáfrica.

## Descripción
Tiene las ramas con  prominentes cicatrices, pubescentes o pubérulas. Las hojas en verticilos de 4, erectas, linear-subuladas, agudas, glabras. La inflorescencia es terminal  o lateral, con 6-10 flores, el cáliz membranoso, la corola estrechamente campanulada, con 5 lóbulos, glabros.

## Taxonomía
Euthystachys abbreviata fue descrita por (E.Mey.) A.DC. y publicado en Prodromus Systematis Naturalis Regni Vegetabilis 12: 606, en el año 1848.
Sinonimia
- Campylostachys abbreviata E.Mey. basónimo[4]